# Sansevieria aethiopica
Sansevieria aethiopica là một loài thực vật có hoa trong họ Măng tây. Loài này được Thunb. miêu tả khoa học đầu tiên năm 1794.

## Hình ảnh

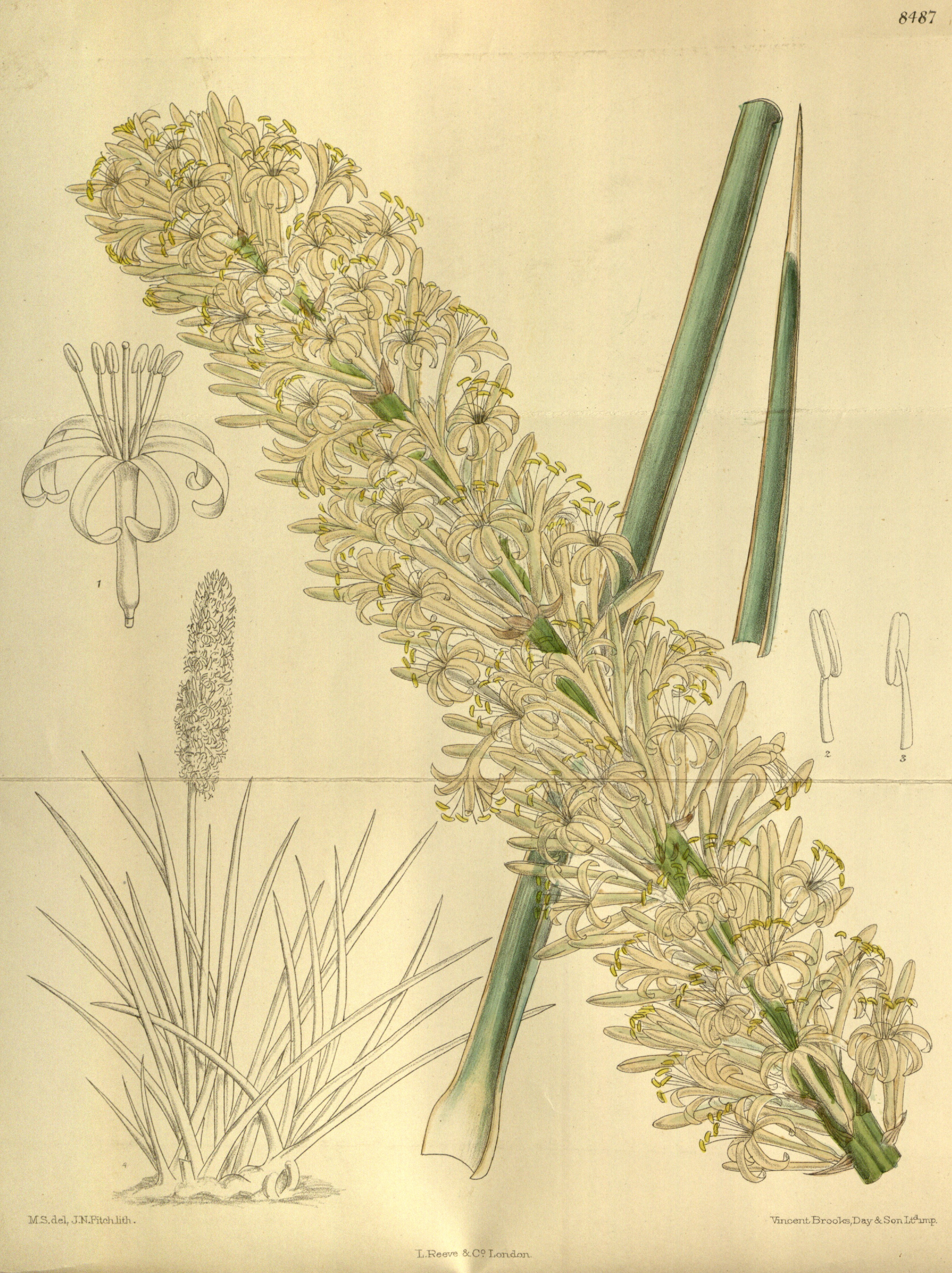
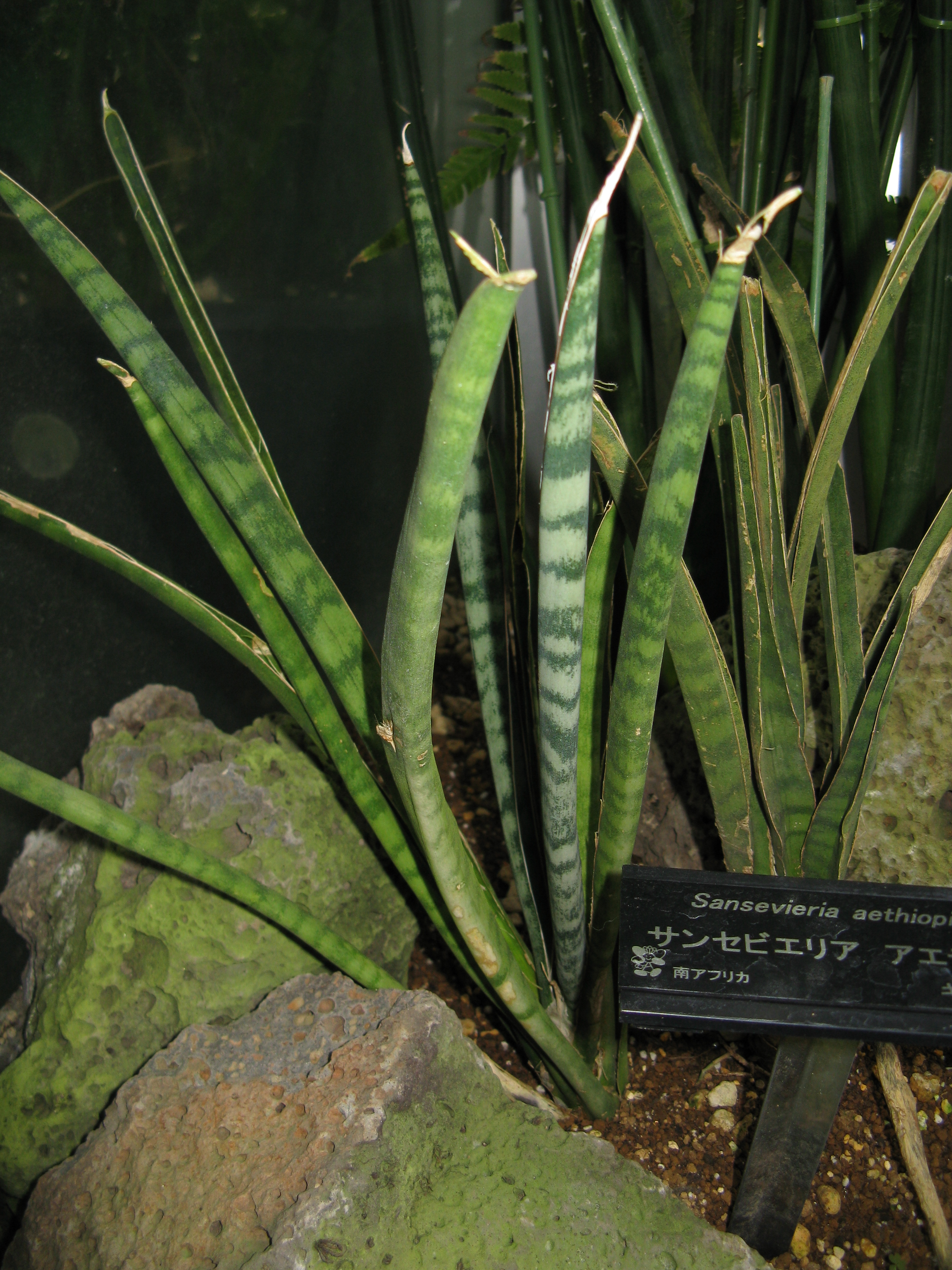